# James Anderson

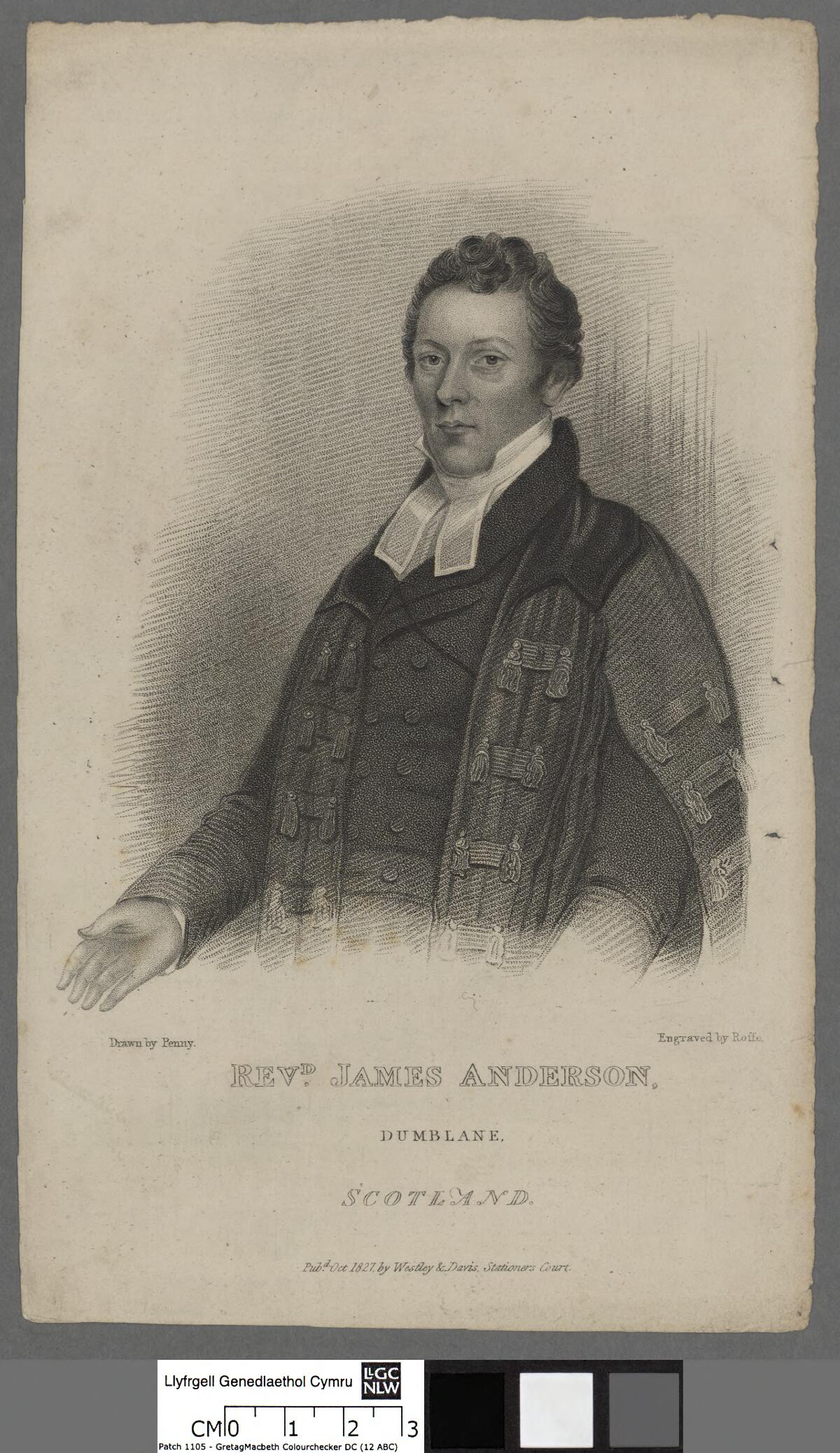
James Anderson

James Anderson (Aberdeen, ca.1679 - Londen, 2 mei 1739) was een Schots predikant en beschrijver van de geschiedenis van de Vrijmetselarij en grondwetten van de Vrijmetselarij, die bekendstaan als de Constituties van Anderson.
In zijn woonplaats Aberdeen ging Anderson naar de universiteit, het Marischal College en behaalde daar de graad master of Arts. Uiteindelijk zou hij daar de graad van Divinitatis Doctor (Latijn voor "doctor in de Godgeleerdheid") in 1731 bereiken. Ondertussen werd Anderson tot predikant in de Church of Scotland gewijd (1707). Hij zou daarop naar Londen verhuizen, waar hij diende bij de congregatie in de Glass House Street. Dit deed hij tot 1710, om vervolgens tot 1734 aan de presbyteriaanse kerk in de Swallow Street te dienen. Tot zijn dood in 1739 bediende hij de Lisle Street Chapel.
James Anderson stierf niet gefortuneerd; naar verluidt had hij een grote som geld verloren bij de crash van de South Sea Company in 1720. De Daily Mail van 2 juni 1739 berichtte dat Anderson door zijn medevrijmetselaren onder leiding van John Theophilus Desaguliers ten grave gebracht werd, en met maçonnieke ceremonie begraven werd.

## Anderson en de Vrijmetselarij
James Anderson groeide op in een vrijmetselaarsgezin; zijn vader was lid en van 1688 tot 1689 voorzittend meester van een van de oudste vrijmetselaarsloges van Schotland, de nu nog bestaande Loge "Aberdeen". Het is onbekend of James Anderson in die tijd ook vrijmetselaar was. Men vermoedt van wel, want hij voerde veel Schotse begrippen in in de Engelse vrijmetselarij waarbij uitdrukkelijk wordt verwezen naar Schotse geschriften. Toen Anderson naar Londen verhuisde is hij wel aantoonbaar lid geweest van de loge Horne Tavern in Westminster en de Lodge of Salomon's Temple in de Hemmings Row.
Toen op 24 juni 1717 in Londen vier loges de Grand Lodge of England oprichtten, was Anderson niet aanwezig. Hij zou pas later in het hoofdbestuur van deze orde terechtkomen en de functie van grootopziener vervullen. Toen George Payne voor de tweede keer tot grootmeester werd verkozen (1720), stelde die aan de hand van het oude gotische Cook manuscript enkele algemene regels voor de Orde op, de General Regulations. De General Regulations was de voorloper van de constitutie die Anderson zou schrijven. Daarmee werd hij in september 1721 door de Grand Lodge belast, met als aanvulling een geschiedenis van de Vrijmetselarij. Die geschiedenis werd gepubliceerd in 1723 als "Constitutions of the Free-Masons". Andersons naam stond niet op de titelpagina, maar zijn auteurschap wordt verklaard in een bijlage.
De grondwetten van Anderson werden bewerkt en herdrukt door Benjamin Franklin in Philadelphia in 1734. Het werd het eerste maçonnieke boek dat in Amerika werd gedrukt.
Een tweede Londense editie, dat veel uitgebreider was dan de eerste, verscheen in 1738. Het werk werd vertaald in vele talen, waaronder in het Nederlands (1736), Duits (1741) en Frans (1745).

## Andere gepubliceerde werken
- Royal Genealogies (1732)
- A Defence of Masonry (1738?)
- News from Elysium (1739)
- A Genealogical History of the House of Yvery (1742)

Vrijmetselarij · Beginselen · Geschiedenis · Symbolen · Vrijmetselaarsloge · Ordegrondwet · Obediëntie · Regulariteit en irregulariteit · Ritus · Graden · Grootmeester · Gemengde vrijmetselarij · Para-vrijmetselarij · Antivrijmetselarij · Vrijmetselarij in Nederland · Vrijmetselarij in België
>>> Meer info op Portaal:Vrijmetselarij <<<
- Bibsys: 3078697
- Biblioteca Nacional de España: XX1125979
- Bibliothèque nationale de France: cb12536112n (data)
- CiNii: DA02711666
- Gemeinsame Normdatei: 119544369
- International Standard Name Identifier: 0000 0001 1850 7270
- Library of Congress Control Number: n85017671
- Nationale Bibliotheek van Tsjechië: mzk2008458707
- Nationale bibliotheek van Australië: 35648080
- Nederlandse Thesaurus van Auteursnamen: 081565631
- Système universitaire de documentation: 034624570
- Trove: 1026162
- Virtual International Authority File: 100237017
- WorldCat: E39PBJwxPXcdVpfC8yv6wHhfv3